# Simprulla nigricolor
Espèce
Synonymes
- Donatinus niger Chickering, 1946

Simprulla nigricolor est une espèce d'araignées aranéomorphes de la famille des Salticidae.

## Distribution
Cette espèce  se rencontrent du Brésil au Panama.

## Description
Le mâle holotype mesure 5,5 mm.

## Publication originale
- Simon, 1901 : Études arachnologiques. 31e Mémoire. L. Descriptions d'espèces nouvelles de la famille des Salticidae (suite). Annales de la Société Entomologique de France, vol. 70, p. 66-76 (texte intégral).